# Ralph Holley Keefler
Ralph Holley Keefler, kanadski general, * 12. september 1902, † 17. september 1983.